# Palais Contarini Pisani
Le palais Contarini Pisani est un palais de Venise, dans le sestiere de Cannaregio (N.A.3694-3696).

## Postérité
Claude Monet l'a peint en 1908.